# André Wiesler
André Wiesler (* 25. September 1974 in Wuppertal; † 23. November 2017) war ein deutscher Autor von Fantasy- und Science-Fiction-Romanen.

## Leben
Wiesler studierte Germanistik, Literaturwissenschaft und Literaturgeschichte Englands in Wuppertal und war als Schriftsteller, Übersetzer und Rollenspiel-Autor tätig. Zudem arbeitete er an TV-Produktionen mit.
Wiesler war für das Rollenspiel LodlanD und das Rollenspielmagazin Envoyer als Chefredakteur tätig.
Er wurde mit dem Hattinger Förderpreis 1997 für die Kurzgeschichte Freundschaft ausgezeichnet und gewann den Deutschen Rollenspielepreis in der Kategorie Person 2003.
André Wiesler starb am 23. November 2017 und hinterlässt seine Frau und ein Kind.

## Werke
FanPro
- Shadowrun Band 13: Shelley. 2003
- Shadowrun Band 16: Im Namen des Herrn. 2004
- Shadowrun Band 20: Feuerzauber. 2005
- Shadowrun Band 26: Böses Erwachen. 2006

Heyne
- König der Diebe. 2004
- Rhiana – Das Artefakt. 2004
- Shadowrun Band 56: Altes Eisen. 2005
- Hexenmacher – Die Chroniken des Hagen von Stein, Band 1. 2007
- Shadowrun Band 16: Im Namen des Herrn. 2008, ISBN 3-453-52369-5
- Teufelshatz – Die Chroniken des Hagen von Stein, Band 2. 2008
- Wolfsfluch – Die Chroniken des Hagen von Stein, Band 3. 2008

Ulisses Spiele
- Raumhafen Adamant: Die vergessene Schlacht. 2010
- Die Last der Türme – Die Türme von Taladur II. 2012
- Schwarze Perle – Rose der Unsterblichkeit I. 2012
- Schwarze Segel – Rose der Unsterblichkeit II. 2013
- Protektor – Das Rollenspiel – Monsterjäger mit Sockenschuss. 2018
- Protektor – Das Rollenspiel – Inkomplettium. 2018

Elysion Books
- Abnehmen, Kinderkriegen und andere Katastrophen. 2011
- Abnehmen ist auch keine Lösung, Elysion. 2013
- Dick, doof und dauerspitz – Einmal Nerd mit alles & Schweinkram. 2016

Verlag Torsten Low
- Protektor – Monsterjäger mit Sockenschuss. 2016
- Protektor – Monsterjäger mit Sockenschuss (Hörbuch, mit Janina Wiesler). 2016

## Übersetzungen
- S. L. Viehl, StarDoc – Die Seuche. Heyne, 2005
- S. L. Viehl, StarDoc – Der Klon. Heyne, 2005
- S. L. Viehl, StarDoc – Die Flucht. Heyne, 2006
- Justina Robson, Lila Black 02 – Unter Strom. Blanvalet, 2008
- Tom Lloyd, Sturmkämpfer. Heyne, 2008
- Tom Lloyd, Sturmbote. Heyne, 2009
- Justina Robson, Lila Black 03 – Elfentod. Blanvalet, 2009
- Tom Lloyd, Sturmauge. Heyne, 2009